# Sremska Mitrovica
Sremska Mitrovica (izvirno srbsko Сремска Митровица, hrvaško Srijemska Mitrovica, madžarsko Szávaszentdemeter) je mesto v Srbiji, ki je središče srbskega dela Srema in istoimenske občine; slednja pa je del Sremskega upravnega okraja.  
Od leta 2008 je ponovno tudi sedež (sremske) rimskokatoliške škofije, ki je bila tega leta izločena iz Đakovske oz. bosansko-sremske škofije in odtlej administrativno pripada hrvaško-slavonski đakovsko-osiješki metropoliji.

## Lega
Mesto leži na ravni na levi obali Save. Od Beograda, glavnega mesta Srbije, je oddaljen okoli 75 km, od vojvodinskega pokrajinskega središča Novega Sada pa okoli 50 km. V bližini se nahaja letališče Sremska Mitrovica.

## Zgodovina
V rimskih časih se je kraj imenoval Sirmij (Sirmium). Sirmij je bil eno največjih rimskih naselbin vzhodno od Jadranskega morja, pomembno obmejno mesto z vojaško bazo, trgovsko središče, občasna cesarska rezidenca, v času vladavine Dioklecijana pa je postal glavno mesto rimske province Druga Panonija. O nekdanjem pomenu in sijaju kraja priča tudi podatek, da se je tu rodilo in živelo več rimskih cesarjev, med njimi tudi Maksimijan, Avrelijan, Trajan in Prob. V mestu je bil forum, cesarski dvor, gledališče, amfiteater, dirkališče, veliko kopališče ter arena na vodi. Po petih stoletjih moči in sijaja so v 5. stoletju Sirmij porušili Huni, dokončno pa so ga uničili in požgali leta 582 Avari. V krajevnem lapidariju in muzeju so na ogled različni predmeti, ki govorijo o življenju tedanje prestolnice. V Srednjem veku je bilo naselje v lasti Hunov, Gepidov, Avarov, Bizantinskega cesarstva, Bolgarije in Madžarske, ter od leta 1521 do 1718 pod Turki.

## Demografija
V naselju je ob popisu 2002 živelo 31.748 polnoletnih prebivalcev, pri čemer je bila njihova povprečna starost 39,5 let (38,0 pri moških in 40,9 pri ženskah). Naselje je imelo 14.213 gospodinjstev, pri čemer je bilo povprečno število članov na gospodinjstvo 2,75.
|  | 13183 | 15456 | 20790 | 31986 | 37628 | 38834 | 39084 | 37751 | 36764 |
|  | 1948  | 1953  | 1961  | 1971  | 1981  | 1991  | 2002  | 2011  | 2022  |

To naselje je, glede na rezultate popisa iz leta 2002, v glavnem srbsko.
| Etnična sestava po popisu iz leta 2002 | Etnična sestava po popisu iz leta 2002 | Etnična sestava po popisu iz leta 2002 | Etnična sestava po popisu iz leta 2002 | Etnična sestava po popisu iz leta 2002 |
| -------------------------------------- | -------------------------------------- | -------------------------------------- | -------------------------------------- | -------------------------------------- |
| Srbi                                   | Srbi                                   |                                        | 31.127                                 | 79,64%                                 |
| Hrvati                                 | Hrvati                                 |                                        | 2.130                                  | 5,44%                                  |
| Jugoslovani                            | Jugoslovani                            |                                        | 961                                    | 2,45%                                  |
| Rusini                                 | Rusini                                 |                                        | 620                                    | 1,58%                                  |
| Madžari                                | Madžari                                |                                        | 524                                    | 1,34%                                  |
| Ukrajinci                              | Ukrajinci                              |                                        | 404                                    | 1,03%                                  |
| Slovaki                                | Slovaki                                |                                        | 186                                    | 0,47%                                  |
| Črnogorci                              | Črnogorci                              |                                        | 185                                    | 0,47%                                  |
| Romi                                   | Romi                                   |                                        | 184                                    | 0,47%                                  |
| Makedonci                              | Makedonci                              |                                        | 116                                    | 0,29%                                  |
| Nemci                                  | Nemci                                  |                                        | 60                                     | 0,15%                                  |
| Muslimani                              | Muslimani                              |                                        | 60                                     | 0,15%                                  |
| Slovenci                               | Slovenci                               |                                        | 58                                     | 0,14%                                  |
| Albanci                                | Albanci                                |                                        | 40                                     | 0,10%                                  |
| Čehi                                   | Čehi                                   |                                        | 34                                     | 0,08%                                  |
| Rusi                                   | Rusi                                   |                                        | 20                                     | 0,05%                                  |
| Romuni                                 | Romuni                                 |                                        | 13                                     | 0,03%                                  |
| Bolgari                                | Bolgari                                |                                        | 12                                     | 0,03%                                  |
| Bunjevci                               | Bunjevci                               |                                        | 9                                      | 0,02%                                  |
| Goranci                                | Goranci                                |                                        | 6                                      | 0,01%                                  |
| Bošnjaki                               | Bošnjaki                               |                                        | 2                                      | 0,00%                                  |
| Vlahi                                  | Vlahi                                  |                                        | 1                                      | 0,00%                                  |
| Neznano                                | Neznano                                |                                        | 1.303                                  | 3,33%                                  |